# Bachten de Kupe

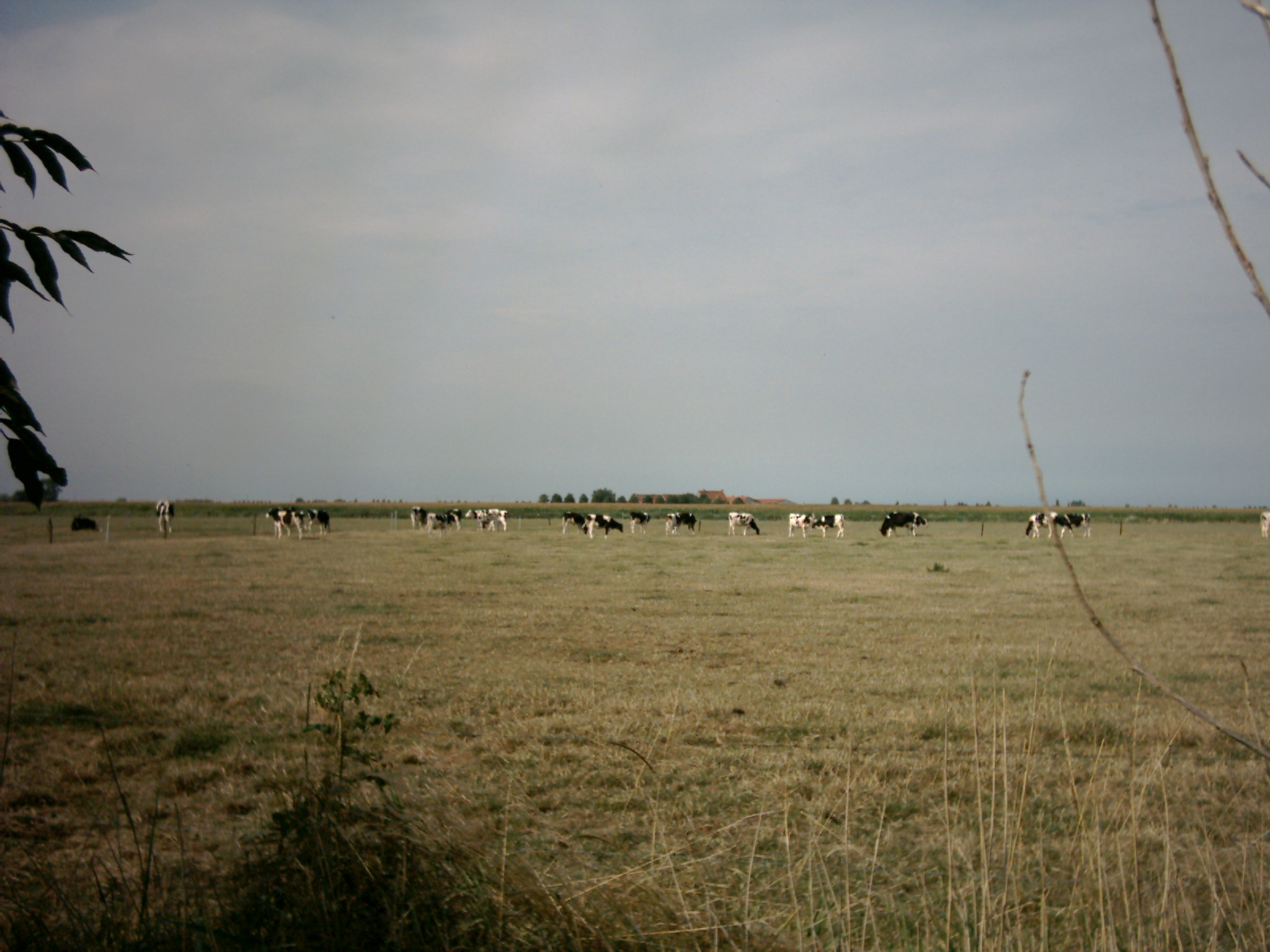
Zicht over de velden van Bachten de Kupe, bij Diksmuide

Bachten de Kupe is een gebied in de Westhoek (in de Belgische provincie West-Vlaanderen) dat geklemd ligt tussen de rivier de IJzer, de Belgische kust en de Franse grens (de Schreve), vandaar de West-Vlaamse benaming Bachten de kupe (achter de kuip, de IJzer).
Het omvat onder meer de gemeenten Veurne, De Panne en Koksijde en delen van Nieuwpoort, Diksmuide, Alveringem, Lo-Reninge  en Poperinge (waar de IJzer in Roesbrugge West-Vlaanderen binnendringt). Het gebied maakt deel uit van Veurne-Ambacht en ligt daarmee in de Westhoek.
Daar deze gemeenten voornamelijk landelijke gemeentes zijn en worden gekenmerkt door veel wei- en akkerland, vindt men er nog veel kleine dorpjes en open polderlandschappen. Met uitzondering van de meer dichtbevolkte kuststrook is dit een van de dunstbevolkte streken van Vlaanderen. 
Verder wordt een groot deel van deze streek (nog steeds) gekenmerkt door zijn oorlogsverleden: hier bevond zich een van de bloedigste frontstreken van de Eerste Wereldoorlog, 1914-1918, iets wat nog altijd te zien is aan de vele oorlogsbegraafplaatsen van beide kampen.

## Toerisme
In 1970 werd de Bachten-de-Kuperoute ingericht, een bewegwijzerde, toeristische autoroute door de streek.
In Izenberge (in de gemeente Alveringem) bevindt zich een Openluchtmuseum Bachten de Kupe. Hier is een 17e-eeuws boerendorpje gereconstrueerd.